# Пюрс
Пюрс (на нидерландски: Puurs) е селище в Северна Белгия, окръг Мехелен на провинция Антверпен. Намира се на 12 km северозападно от град Мехелен. Населението му е около 16 000 души (2006).